# 誠実章

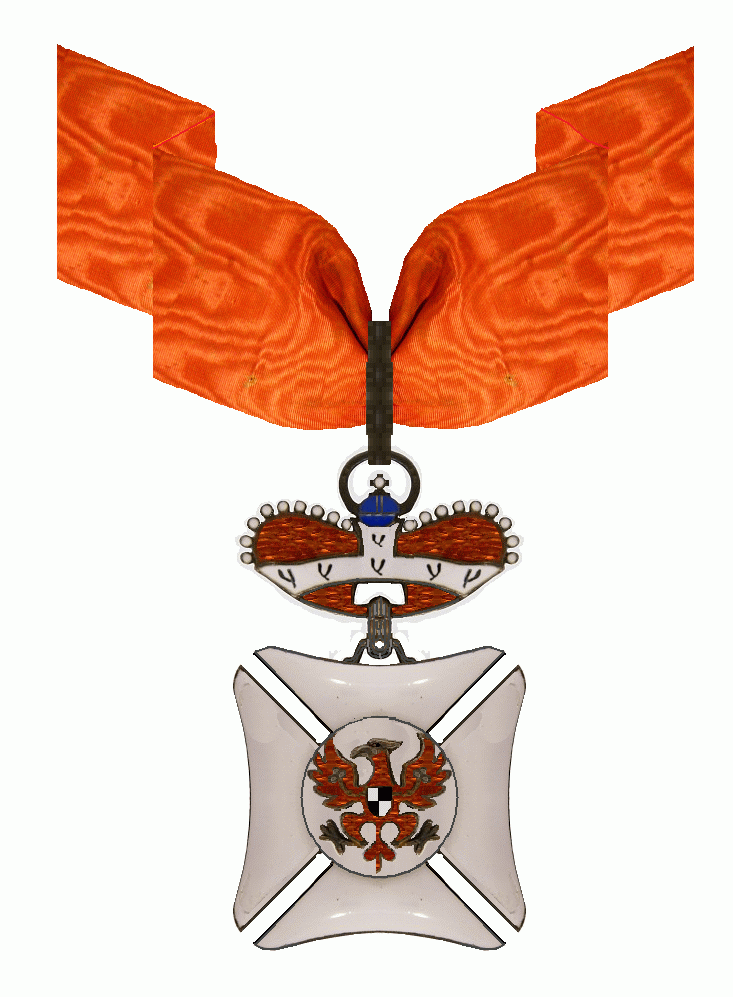
誠実章（ブランデンブルク赤鷲章改め赤鷲章）

誠実章（せいじつしょう、仏: Ordre de la Sincérité）は、ドイツ・バイロイト侯領勲爵士団の勲章。18世紀の廷臣がフランス語を話したことからフランス語名がついており、勲爵士は50人であった。その後ブランデンブルク赤鷲章、赤鷲章と名称が変わる。

## 歴史
誠実章の制定は1705年11月17日であり、ホーエンツォレルン家の一員でマグリブを統治したバイロイト辺境伯ゲオルク・ヴィルヘルムの治世であった。ドイツの勲騎士団に属する貴族は規模が小さいためほどなく廃れるものの、1712年にバイロイト侯領で、 1734年にアンスバッハ侯領で再び用いられ、「ブランデンブルク赤鷲章」と改称した。法の改定により1777年に「赤鷲章」と改称されて存続した。1等級のみで勲騎士50名に限って叙勲する。
プロイセン王国が1792年にバイロイト侯領とアンスバッハ侯領を譲り受けると、国王フリードリヒ・ヴィルヘルム2世が1792年6月12日にプロイセンの王室勲章として蘇らせた。赤鷲章は黒鷲章に次ぐ王国第2位の栄典であり、1918年に国の叙勲として廃止されたものの、ホーエンツォレルン家一門の勲等として続いた。